# Daniel Marot
Daniel Marot (Parigi, 1661 – L'Aia, 4 giugno 1752) è stato un architetto, designer e incisore francese.

## Biografia
Nato a Parigi era allievo Jean Le Pautre e figlio di Jean Marot, anch'egli architetto e incisore. Marot ha lavorato come incisore in maniera indipendente sin dalla giovane età, realizzando incisioni dei progetti ideati da Jean Bérain, uno dei designer ufficiali di Luigi XIV al Manufacture des Gobelins, dove è stato prodotto molto più che arazzi. La famiglia era Ugonotta e ha fatto parte dell'ondata di emigrati che ha lascisto la Francia nell'anno dell'Editto di Fointainebleau e della Revoca dell'Editto di Nantes (1685) per stanziarsi in Olanda. Daniel Marot ha diffuso lo sviluppato stile della corte di Luigi XIV prima in Olanda e successivamente anche a Londra. Lo stile inglese che è stato imprecisamente chiamato "William and Mary" deve molto alla sua influenza.
In Olanda Marot è stato assunto da Stadthouder, il quale più tardi è diventato Guglielmo III d'Inghilterra; in particolare, dal 1684 in poi, è associato al design d'interni che caratterizza il palazzo di Het Loo. Anche se il suo nome non può essere connesso con alcun edificio inglese (anche perché non è presente nell'esaustivo Dizionario degli Architetti Britannici di Howard Colvin) sappiamo dalle sue incisioni che ha progettato la grande sala delle udienze per gli Stati Generali all'Aia. Ha anche decorato molte case di campagna olandesi.

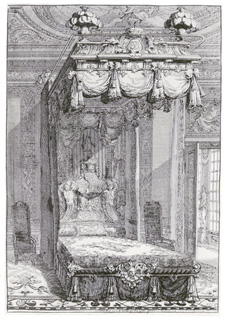
State bed, designed by Daniel Marot, engraving, ca 1702

Nel 1694 ha viaggiato con Guglielmo per Londra, dove è stato nominato tra i suoi architetti e Maestro di Servizi. In Inghilterra le sue opere sembrano essere state concentrate nel Hampton Court Palace, dove ha realizzato le aiuole del giardino, le quali sono state spazzate via dalla generazione successiva e poi restaurate alla fine del ventesimo secolo. La maggior parte dei mobili, specialmente gli specchi, i guéridons e i letti delle nuove camere statali preparate per Guglielmo alla Hampton Court lasciano tracce inequivocabili della sua autorità; gli alti e monumentali letti ricamati con piume di struzzo e le loro elaborate mantovane coincidono strettamente con le sue opere pubblicate successivamente.
La gamma delle incisioni di Mariot è estremamente ampia. Ha ideato praticamente ogni dettaglio degli ornamenti della casa: i pezzi della mensola del camino, l'intonaco del soffitto, i pannelli delle pareti, le staffe e i tavolini con la loro coppia di basamenti. Ha disegnato piatti in oro e argento. La moda delle collezioni cinesi era molto diffusa al suo tempo ed è illustrata nei suoi sfarzosi disegni di recipienti di porcellana: in uno di questi piatti ci sono più di 300 pezzi di un camino cinese.
Dopo la morte di Guglielmo Marot è ritornato in Olanda dove ha vissuto il resto della sua vita. Dobbiamo molto della nostra conoscenza al suo lavoro per il volume realizzato relativamente ai suoi disegni di mobili pubblicato ad Amsterdam nel 1712. Senza sorprese le opere mostrano la forte influenza francese e olandese; ciò che si intende come stile "inglese" probabilmente non è altro che il risultato dell'influenza dello stile di Mariot sugli altri designer.

## Collezioni pubbliche
Tra le pubbliche collezioni di Daniël Marot è presente:
- Museum de Fundatie, Zwolle, Netherlands[2]